# Калинин, Константин (спортсмен)
Константин Калинин (12 августа 1885 — ?) — военный, спортсмен времён Российской империи украинского происхождения. Участник летних Олимпийских игр 1912 года в Стокгольме.
В составе спортивной делегации Российской империи Российской империи участвовал в Олимпийских играх 1912. Соревновался в турнирах с произвольной винтовки с 3 позиций (68-е место) и военной винтовки с 3 позиций (79-е место) и из произвольной винтовки на 600 метров (39-е место). Также принимал участие в командных соревнованиях по произвольной винтовке, занял седьмое место.
В 1913 году стал бронзовым призёром Первой российской олимпиады в стрельбе из военной винтовки на 300 метров.